# 上田義朗のベトナム元気
上田義朗のベトナム元気（うえだよしあきのベトナムげんき）は、MBSラジオで2012年4月から2015年3月に放送されたベトナムに関する情報番組。同国社会・経済の研究家として知られている上田義朗（流通科学大学教授、日本ベトナム経済交流センター副理事長）の冠番組でもある。

## 概要
2012年4月から2013年3月31日までは、毎週日曜日の 6:30 - 6:45に放送。伊東正治（毎日放送ラジオ局プロデューサー、元・同局アナウンサー）がプロデューサー、高井美紀（同局アナウンサー）がアシスタントを務めたほか、放送済みの内容をインターネット向けにMBSラジオの公式サイトからポッドキャスト形式で配信していた。また放送では、日曜早朝・関西ローカル・15分の単独番組でありながら、ベトナムで事業を展開する大阪発祥の企業数社（ダイワハウスやエースコックなど）がスポンサーに付いていた。
2013年4月3日から10月2日までは、ダイワハウスによる1社提供コーナーとして、『ナイターの後もラジオと決めちゃいます?』（『MBSタイガースライブ』のナイトゲーム中継終了後のフィラー番組、以下『あとラジ』と略記）の水曜日に内包。これを機に、『あとラジ』水曜パーソナリティの石橋雅子が、高井に代わってアシスタントを務めるようになった。
2013年10月9日からは再び、単独番組として毎週水曜日の20:50 - 21:00に放送。当初は石橋がアシスタントを続けていたが、11月6日放送分から野村朋未に交代している。2014年4月6日からは日曜夕方に放送枠を移したが、1年後に終了となった。

## 放送内容
ベトナムへの旅行・移住・事業展開に興味のあるリスナーを主なターゲットに、住民の暮らしからビジネス事情まで、「ベトナムの今」を分かりやすく紹介。ベトナムに駐在している日本企業の社員などが、電話でリポートを入れることもある。

## 放送日時
- 2012年4月 - 2013年3月31日： 毎週日曜日 6:30 - 6:45
- 2013年4月 - 2013年10月2日： 毎週水曜日 21:00 - 22:00（『あとラジ』内で10分程度放送）
  - 『MBSタイガースライブ』のナイトゲーム中継を延長した場合にも、中継終了の直後から『あとラジ』を25分間放送する編成体制を取っていたため、放送を休止することはほとんどなかった。
- 2013年10月9日 - 2014年3月26日： 毎週水曜日 20:50 - 21:00
- 2014年4月6日 - 2015年3月：毎週日曜日17:00 - 17:10